# Terminator (programowanie)
Terminator – element składni w określonym języku programowania, kończący w kodzie źródłowym określoną jednostkę kodu, taką jak: instrukcja, moduł, program, pakiet, podprogram itd.

## Rola terminatora
Terminator w kodzie źródłowym pełni więc rolę ogranicznika zamykającego w tekście kolejne jednostki – zdania języka programowania. Użycie takiego elementu jest niezbędne, w celu umożliwienia podziału tekstu kodu źródłowego na konkretne, ustalone w składni danego języka, części – zdania, mające określone znaczenie (interpretację) w danym języku. Obrazowo, w uproszczeniu, można więc terminator porównać do znaku interpunkcyjnego – kropki kończącej zdanie, w języku naturalnym.
Oprócz swej podstawowej funkcji, terminator może pełnić równocześnie rolę separatora jednostek leksykalnych.

## Terminator a separator
W językach programowania, w zależności od przyjętej konwencji, stosuje się oprócz terminatorów, także separatory instrukcji. Te ostatnie, w odróżnieniu od terminatorów, jedynie rozdzielają kolejne, następujące po sobie instrukcje. Ostatnią instrukcję w ciągu instrukcji zawartych w danym bloku nie trzeba więc, w przeciwieństwie do terminatora, zamykać separatorem. Co więcej, użycie separatora za taką ostatnią instrukcją jest najczęściej traktowane jak utworzenie instrukcji pustej. Różnicę pomiędzy terminatorem a separatorem obrazuje poniższy przykład:
| Język Pascal – separator instrukcji                                 | Język C – terminator instrukcji                               |
| ------------------------------------------------------------------- | ------------------------------------------------------------- |
| begin if a<0 then write('ujemna') else write('nieujemna'); a:=0 end | { if (a<0) printf("ujemna"); else printf("nieujemna"); a=0; } |

W powyższym porównaniu widać separator (język Pascal) i terminator (język C), w tym konkretnym przypadku zapisywany jest za pomocą tego samego symbolu: średnik ";". W języku C, w którym stosuje się terminator instrukcji wymagane jest użycie terminatora po instrukcji wywołania funkcji printf przed słowem else i przed ogranicznikiem kończącym blok "}".
Z pracą (1) można podać, że zasada, iż każda jednostka wymaga użycia określonego terminatora, jest znacznie bardziej jednoznaczna, co skutkuje mniejszą liczbą błędów w kodzie.

## Terminatory w językach programowania
| język programowania | terminatory | przykłady                                              |
| ------------------- | --- | ------------------------------------------------------ |
| Język C             | ; /* średnik */ instrukcja, deklaracja } /* nawias klamrowy zamykający */ blok (funkcji lub instrukcji blokowej) | { int a=0; printf("a=%d",a); }                         |
| Pascal              | ; {średnik} deklaracje, nagłówki: programu, podprogramu, modułu (TP) . {kropka} program, moduł (TP)              | program a1; const C1=1; var a:=C1; begin write(a) end. |
| PL/I                | ; /* średnik */                                                                                                  | A=0; DO I=1 TO 10; A=A+1; END;                         |
| Python              | # Zmniejszenie wcięcia                                                                                           | a = 0 for i in data: a += i print(a)                   |